# 菲比·斯普尔斯
菲比·斯普尔斯（英語：Phoebe Spoors，1993年8月11日—），新西兰女子赛艇运动员，2024年赛艇世界杯第三站女子四人单桨无舵手金牌得主、2024年夏季奥林匹克运动会女子四人单桨无舵手铜牌得主。